# Аникин Починок
Ани́кин Почи́нок (рос. Аникин Починок) — присілок у складі Тотемського району Вологодської області, Росія. Входить до складу Толшменського сільського поселення.

## Населення
Населення — 16 осіб (2010; 34 у 2002).
Національний склад (станом на 2002 рік):
- росіяни — 100 %